# Dominic Ressel
Dominic Ressel (5 ottobre 1993) è un judoka tedesco.

## Palmarès
- Europei

Varsavia 2017: argento nei -81 kg.
- Campionati europei under 23

Breslavia 2014: bronzo nei -81 kg.
- Campionati europei juniores

Lubiana 2013: bronzo nei -81 kg.

### Vittorie nel circuito IJF
| Data           | Località | Paese   | Categoria  |
| -------------- | -------- | ------- | ---------- |
| 28 luglio 2018 | Zagabria | Croazia | Grand Prix |